# Ikkiesvooreerlijk.eu
Ikkiesvooreerlijk.eu is een Nederlandse politieke partij die deelnam aan de Europese Parlementsverkiezingen 2014.
De partij werd eind februari 2014 opgericht door oud-Kamerlid en -staatssecretaris Michel van Hulten die reeds actief was bij meerdere partijen. Ikkiesvooreerlijk.eu is een pro-Europese partij die pleit voor één Europese natie - zonder binnengrenzen, met één paspoort en één munt –, corruptie wil tegengaan en tegelijkertijd milieuvriendelijkheid en solidariteit wil bevorderen. Van Hulten was lijsttrekker, maar zelf niet beschikbaar voor een zetel.
De partij werd ondersteund door de Onafhankelijke Senaatsfractie (OSF) en de Vereniging voor Plaatselijke Politieke Groeperingen (VPPG) waarvan de voorzitters ook op de kieslijst staan. Ook de PSP'92 steunde deze lijst met de kandidaatstelling van het toenmalige lid Sent G. Wierda. De partij zou, indien verkozen, aansluiting gezocht hebben bij de Europese Vrije Alliantie.
De partij haalde slechts 6.796 stemmen (0,14%), ruim te weinig voor een zetel. Wel haalde de partij opvallend veel stemmen in Caribisch Nederland, op Bonaire was de partij zelfs de grootste (343 stemmen, 26,9%) en ook op Sint Eustatius (20 stemmen, 15,4%) werd een goed resultaat behaald. Op Saba stemde echter niemand op de partij.
De partij nam niet deel aan de Europese Parlementsverkiezingen 2019 en de naam en aanduiding werd in mei 2019 geschrapt bij de Kiesraad.